# 假期後症候群
节后综合征，又称收假症候群、假期综合征、假期後症候群，是一種出現於長假期或節日後的一些徵狀，包括疲倦、失眠、昏昏欲睡、胃口欠佳、難以集中精神工作、有不正常肌肉痠痛或心跳太快，以至焦慮、空虛或容易發怒等。按照心理學家的解釋，是現代社會大多數人的正常心態。

## 原因
由於在工作期間，身體及精神狀況處於高度緊張狀態，放長假期或節日後，因放鬆過度，或多或少就會出現节后综合征的徵狀。這種心態就像一個平時已經緊崩膨脹的氣球，急速放氣而過度鬆弛。在回到工作崗位時，因未能及時適應緊張的生活節奏或缺乏了一個心理緩衝期，就會出現了逃避工作的心態及以上的徵狀。

## 治疗
心理學家建議要舒緩节后综合征應將娛樂節目安排於假期早段，而最後幾天最好有充足的休息，作為心理緩衝期，以調整心態時間。並且安排較有規律的生活，將注意力從娛樂轉回集中在工作上。至於身體方面，可以嘗試造適量的運動，讓身體能從休假中起動。

## 相似的症状
在日本有一种被称为「五月病」（／ gogatsu byō）的现象，日本學校的新學年、社會人士進入職場或職位異動經常是從4月開始，如果無法適應新環境，經常會有適應障礙或憂鬱症的狀態，尤其好發於4月底到5月初的黃金週連假結束後，而得此名。